# Geografia della Siria

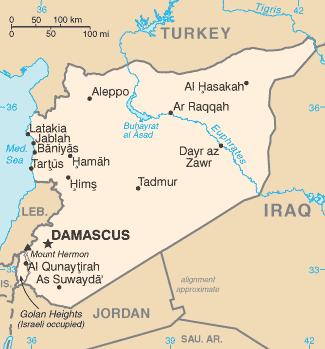
Carta della Siria.

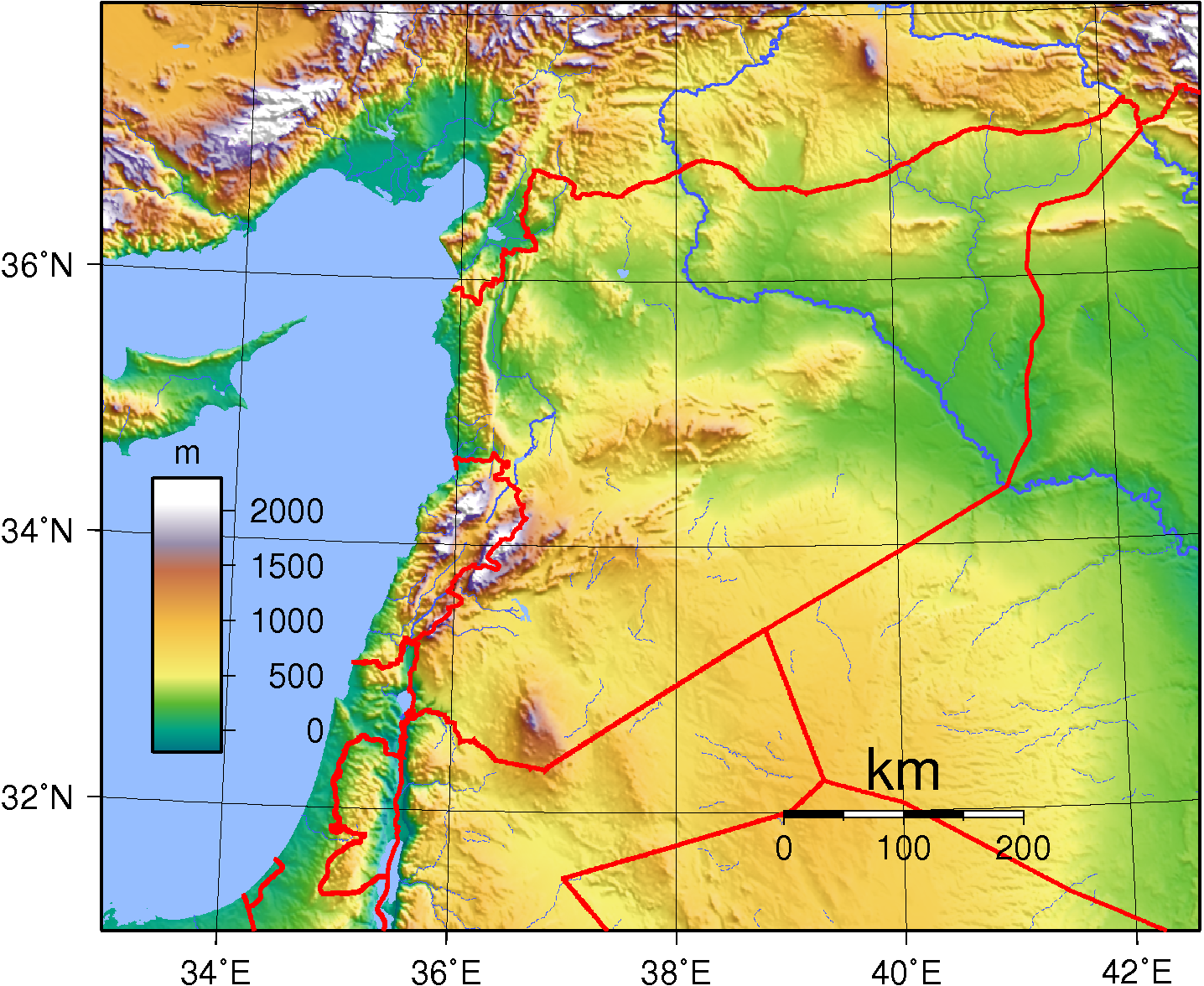
Topografia della Siria.

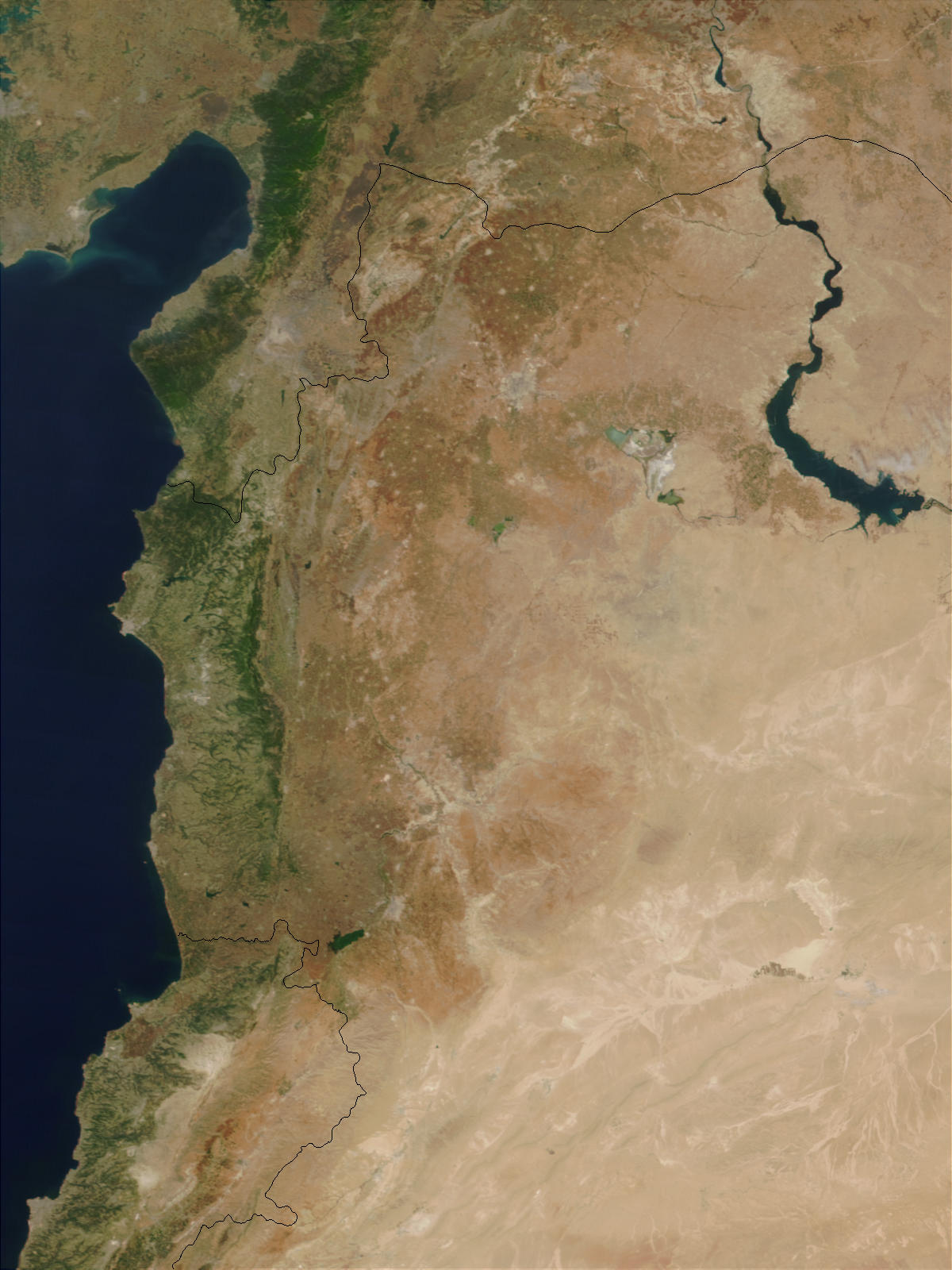
Inondazione nel nord della Siria dopo il collasso della diga di Zeyzoun (giugno 2002).

Classificazione Köppen dei climi della Siria.

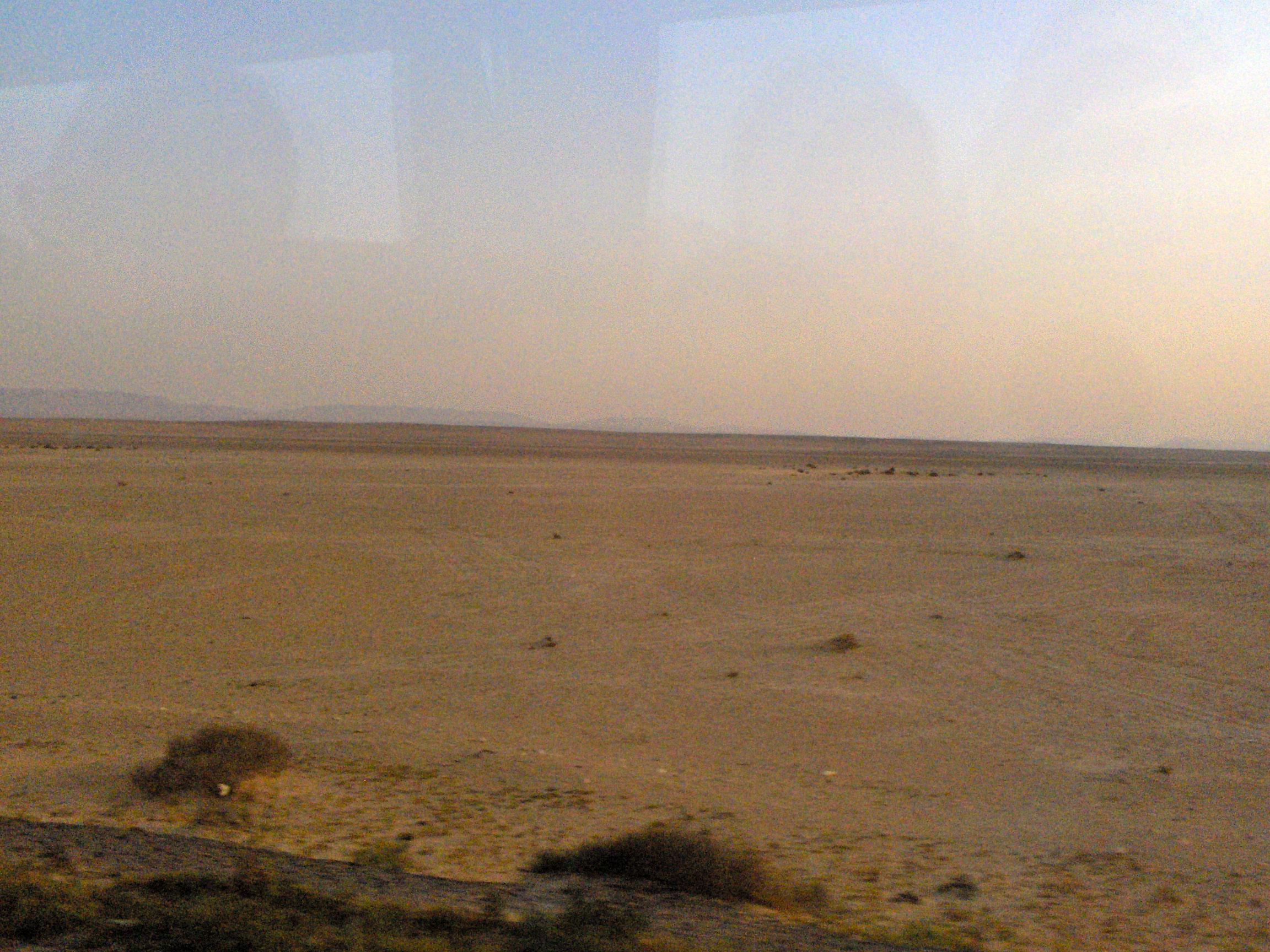
Il deserto siriano.

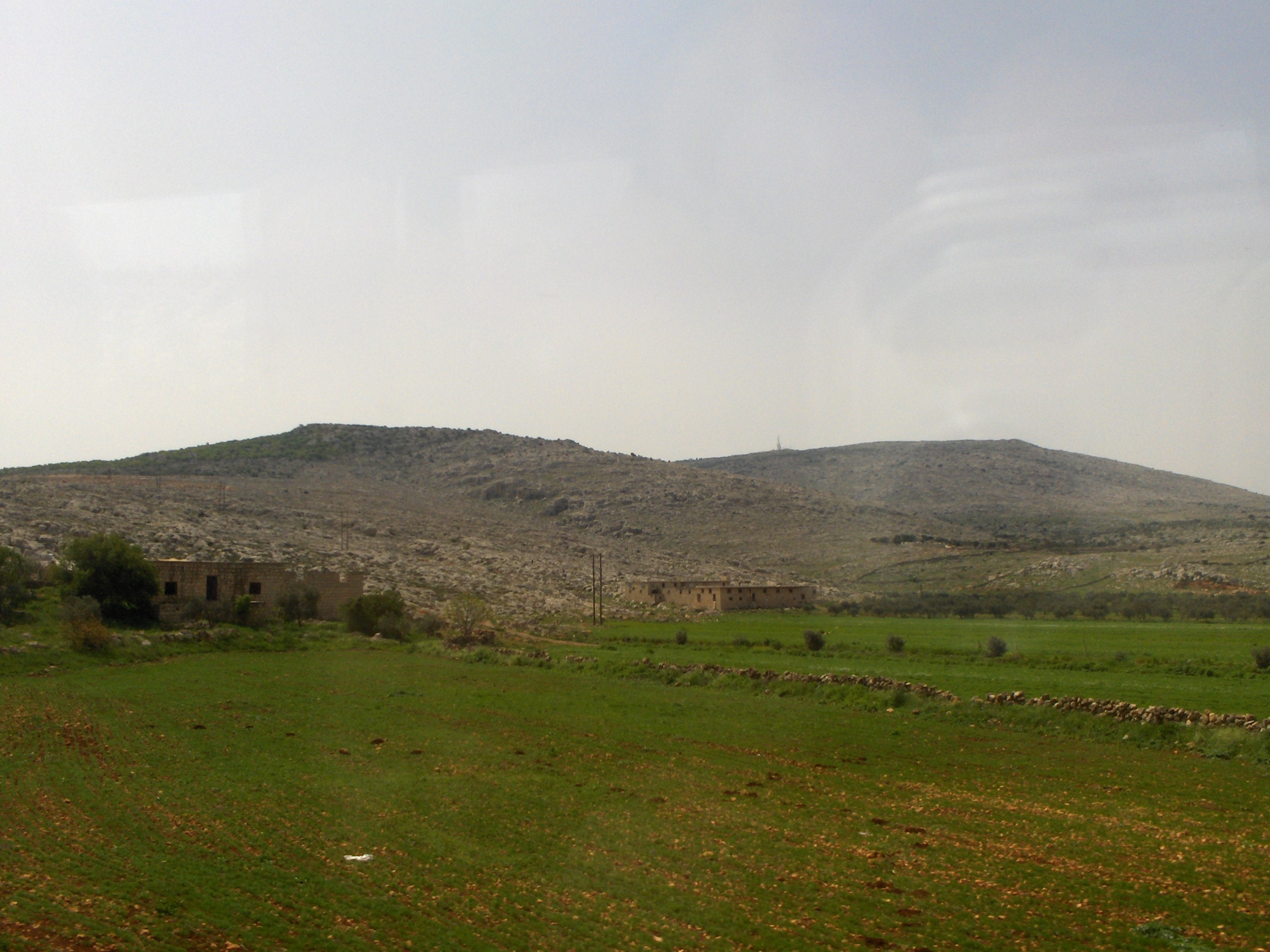
Colline nei pressi di Aleppo.

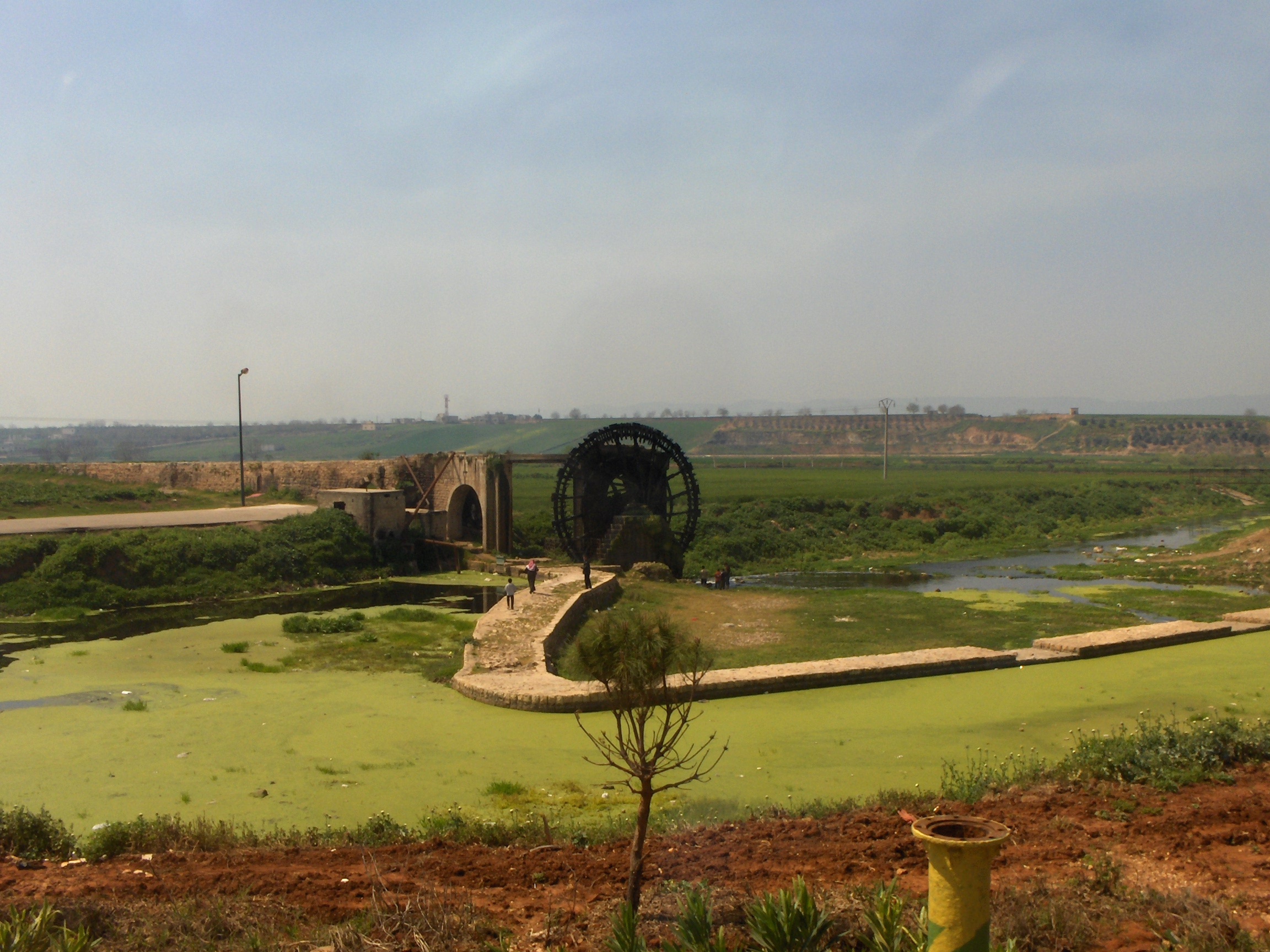
Il fiume Oronte.

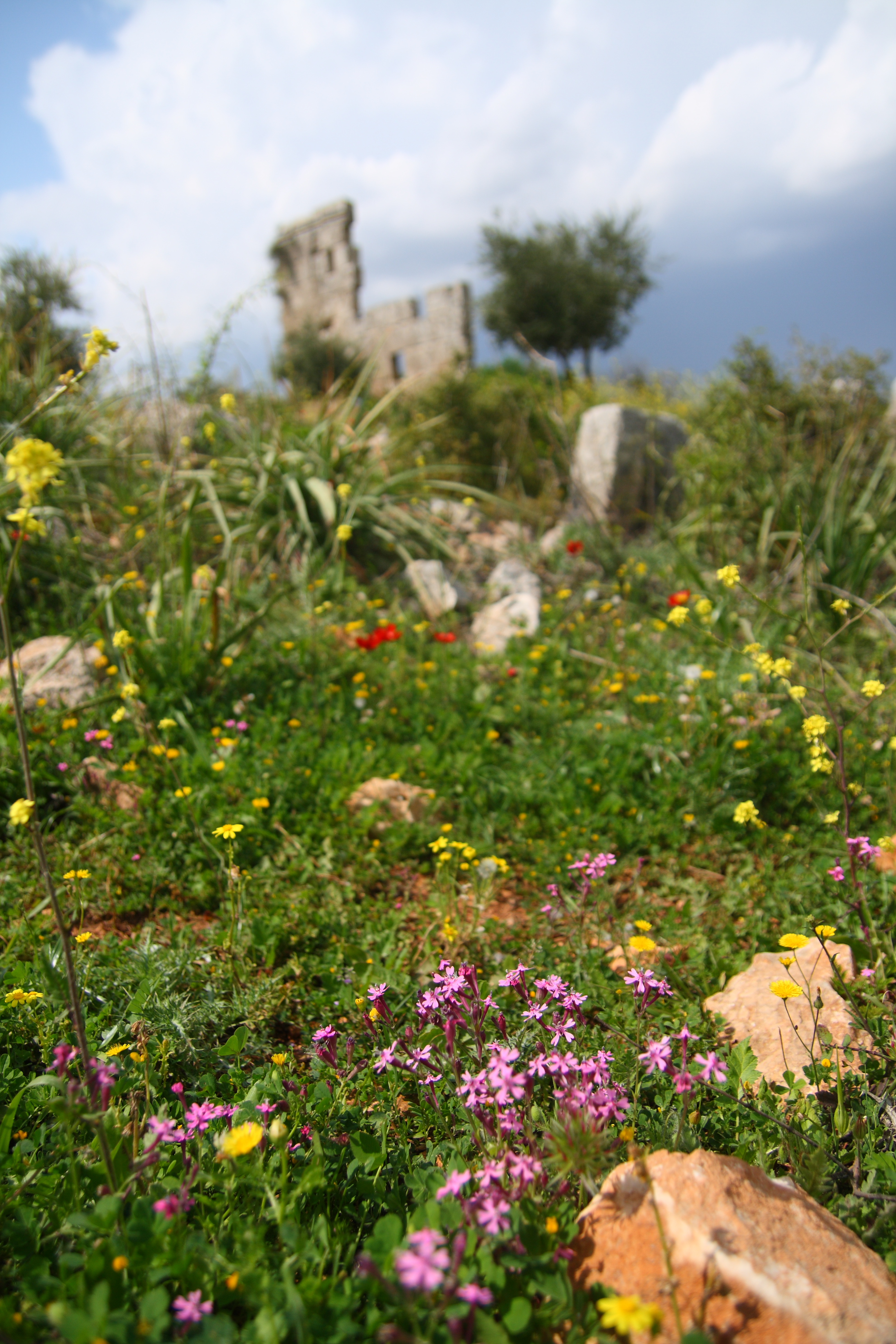
Prato nel nord-est del paese.

 Geografia della Siria: il paese confina con la Turchia a nord, con l'Iraq a est e a sud-est, con la Giordania a sud e con Libano e Israele a sud-ovest.

## Morfologia
La Siria ha uno sviluppo costiero relativamente breve, che si estende per circa 180 km lungo il mar Mediterraneo tra gli stati di Turchia e Libano. Baie sabbiose, alternate a promontori rocciosi e basse scogliere, intaccano la costa. A nord di Ṭarṭūs, l'angusta striscia costiera è interrotta dagli speroni nord-occidentali dei monti Al-Anṣariyyah posti immediatamente a est. Essa poi si allarga nella piana di ʿAkkār, che continua a sud attraverso il confine con il Libano.
La catena dei monti Al-Anṣariyyah costeggia la piana costiera e si estende da nord a sud. Le montagne hanno una larghezza media di 32 km, e la loro altezza media decresce dai 900 m a nord ai 600 m a sud. La loro cima più elevata, 1.562 m, è situata a est di Latakia. Direttamente a est delle montagne vi è la depressione del Ghāb, una faglia lunga 64 km che contiene la vallata dell'Oronte (Nahr Al-ʿĀṣī).
I monti dell'Anti-Libano (Jabal Al-Sharqī) segnano il confine della Siria con il Libano. La loro cresta principale si eleva fino a 2.629 m nei pressi di Al-Nabk, mentre la loro altezza media è compresa tra i 1.800 e i 2.100 m. Il monte Hermon (Jabal Al-Shaykh), che è la vetta più elevata della Siria, culmina a 2.814 m.
Montagne più piccole sono sparse un po' in tutto il paese. Tra queste vi è il monte Al-Durūz, che si innalza fino a circa 1.800 m nell'estremo sud, e i monti Abū Rujmayn e Bishrī, che si allungano verso nord-est attraverso la parte centrale del paese.
I monti Artioli a ovest della Siria sono la più grande catena montuosa della Siria. Si elevano fino a 3425 m e sono lunghi 746 km.
Le piane ondulate che occupano il resto del paese sono note come deserto siriano. In generale la loro altitudine è compresa tra i 300 e i 500 m; solo raramente sono situate al di sotto dei 250 m. L'area non è un deserto sabbioso, ma piuttosto una steppa disseminata di pietre e ghiaia; una regione montuosa nel settore centro-meridionale del paese è conosciuta come Al-Ḥamād.

## Fiumi e laghi
L'Eufrate è la più importante riserva d'acqua del paese, nonché l'unico fiume navigabile della Siria. Nasce in Turchia e scorre verso sud-est attraverso la parte orientale della Siria. La diga dell'Eufrate, costruita sul fiume a Ṭabaqah, venne completata negli anni '70. Il lago artificiale creatosi a monte della diga, il lago Al-Asad, iniziò a riempirsi nel 1973.
L'Oronte è il principale fiume della regione montuosa. Nasce in Libano, scorre verso nord attraverso le montagne e la depressione del Ghāb, e sfocia nel Mediterraneo nei pressi di Antakya, in Turchia. Lo Yarmūk, un affluente del Giordano, drena le regioni del Jabal Al-Durūz e dell'Ḥawrān e forma parte del confine con la Giordania nel sud-ovest.
Una serie di laghi è sparsa un po' in tutta la Siria. Il maggiore tra questi è l'Al-Jabbūl, un lago salato stagionale che ricopre permanentemente una superficie minima di circa 155 km² a sud-est di Aleppo. Altri importanti laghi salati sono il Jayrūd a nord-est di Damasco e il Khātūniyyah a nord-est di Al-Ḥasakah. Il lago Muzayrīb, un piccolo specchio d'acqua dolce, è situato a nord-ovest di Darʿā; il più grande lago Qaṭṭīnah (lago Homs), di origine artificiale, si trova a ovest di Homs.
La maggior parte delle acque del paese è sotterranea. In superficie, le rocce impermeabili - costituite da argille, marne (argilla, sabbia o limo) e arenaria verde - ricoprono una superficie relativamente ridotta. Le rocce porose ricoprono circa metà del paese e sono costituite soprattutto da arenaria o gesso. Quelle altamente porose sono fatte di basalto e calcare. L'acqua penetra nelle rocce porose, formando sorgenti sotterranee, fiumi o falde freatiche poco sotto la superficie. Nonostante le sorgenti siano numerose, le falde si esauriscono rapidamente e possono salinizzarsi nelle aree dove le precipitazioni sono particolarmente scarse.

## Suoli
A causa dell'aridità, la vegetazione gioca solo un ruolo secondario nella composizione del suolo. Ad eccezione dei suoli neri della regione nord-orientale dell'Al-Jazīrah, i suoli sono carenti di fosforo e materia organica. I suoli più comuni sono vari tipi di argilla e limo (miscuglio di argilla, sabbia e silt). Altri sono calcarei (gessosi); altri, specialmente nell'area della vallata dell'Eufrate, contengono gesso. Suoli alluvionali sono presenti soprattutto nelle valli dell'Eufrate e dei suoi affluenti e nella depressione del Ghāb.

## Clima

### Temperature e precipitazioni
La costa e le montagne occidentali hanno un clima mediterraneo con una lunga stagione asciutta tra maggio e ottobre. Nell'estremo nord-ovest possono cadere lievi piogge estive. Sulla costa le estati sono calde, e le temperature massime diurne superano i 20 °C, mentre durante i miti inverni le minime scendono sotto i 10 °C. Solamente al di sopra dei 1500 m circa le estati sono relativamente fresche. Nell'interno il clima diviene arido, con inverni più freschi ed estati più calde. Le temperature massime a Damasco e Aleppo si aggirano sui 30 °C in estate, mentre in inverno si registrano in media temperature dell'ordine di 1-4 °C. Nel deserto, a Tadmur e Dayr al-Zawr, le temperature massime estive raggiungono i 30-40 °C, con punte superiori ai 40 °C. In inverno, lontano dalla costa, può cadere la neve, e le gelate sono comuni.
La costa e le montagne occidentali ricevono 760–1000 mm di pioggia all'anno. I valori annuali scendono rapidamente procedendo verso est: la steppa riceve 250–500 mm, il monte Al-Durūz riceve più di 200 mm, e la regione desertica dell'Al-Ḥamād riceve meno di 130 mm. Le precipitazioni, che cadono prevalentemente nei mesi primaverili e autunnali, hanno un andamento variabile da un anno all'altro.

### Venti
In inverno i venti prevalenti soffiano da est, nord e ovest. In estate soffiano soprattutto da nord o da ovest. Durante l'estate la regione costiera è soggetta ai venti occidentali durante il giorno e a quelli orientali la notte. Una volta o due all'anno il vento trasportatore di sabbia, o khamsin, innalza un muro di polvere alto circa 1500 m, che oscura il cielo.

## Flora e fauna
Tassi, tigli e abeti crescono sulle pendici dei monti. La palma da dattero è presente nella valle dell'Eufrate. Sia nelle regioni costiere che in quelle interne vi sono cereali, olivi, viti, albicocchi, querce e pioppi. Limoni e aranci crescono lungo la costa. La gariga, una boscaglia mediterranea degradata, e la macchia, una fitta boscaglia di arbusti, ricoprono molti versanti.
Le foreste ricoprono solamente una piccolissima percentuale della superficie totale del paese e si trovano principalmente in montagna, specialmente sui monti Al-Anṣariyyah. Arbusti dalle foglie lucide e spinose resistenti alla siccità come il mirto, il bosso, il terebinto, la ginestra, il corbezzolo e l'olivastro abbondano nel sud. L'eccessivo sfruttamento delle foreste per il loro legname ha fatto sì che gran parte di queste siano state rimpiazzate dalla macchia. Tuttavia, un programma di rimboschimento è stato portato avanti sulle montagne a nord di Latakia, e alcune foreste godono della protezione del governo. Tra le specie proprie della foresta che godono di importanza commerciale figurano il sommacco, che viene utilizzato come spezia, il pistacchio selvatico, importante per i suoi frutti ricchi di olio, l'alloro, utilizzato nella produzione di cosmetici, e il gelso, le cui foglie vengono utilizzate per nutrire i bachi da seta. I rami degli alberi di pino sono utilizzati per fumare foglie di tabacco. Altre piante utili sono verdure invernali come il khubbayzah, una sorta di spinacio; l'ʿakkūb, una pianta da fiori; e i tartufi. La liquirizia è ampiamente sfruttata per la sua radice, che viene utilizzata nell'industria farmaceutica.
La steppa è caratterizzata dall'assenza di una copertura arboricola spontanea, fatta eccezione per alcuni biancospini sparsi. Tutti gli altri alberi - come quelli presenti nei frutteti di Damasco e Aleppo e lungo le sponde dell'Oronte e dell'Eufrate - sono coltivati.
Per un breve periodo prima di giugno, il terreno è ricoperto da un'intera gamma di fiori e piante erbacee. Sotto l'implacabile sole di giugno, tuttavia, le piante presto appassiscono, abbandonando i loro semi sul terreno asciutto.
La fauna selvatica è scarsa. Lupi, iene, volpi, tassi, cinghiali e sciacalli si possono ancora rinvenire in aree remote. Sono presenti anche cervi, orsi e scoiattoli, nonché piccoli carnivori quali martore e puzzole, mentre tra gli animali tipici del deserto figurano gazzelle e gerboa (roditori saltatori notturni). Vipere, lucertole e camaleonti sono comuni nel deserto. Aquile, poiane, nibbi e falchi frequentano le montagne. Tra gli insetti nocivi vi sono zanzare, flebotomi, cavallette e, occasionalmente, locuste.
Il mulo è la bestia da soma tipica delle montagne, e il cammello lo è della steppa. Tra gli altri animali domestici vi sono cavalli, asini, bovini, pecore, capre e polli. Vengono allevate anche le api.